# Урбана (Айова)
Урбана (англ. Urbana) — місто (англ. city) в США, в окрузі Бентон штату Айова. Населення — 1554 особи (2020).

## Географія
Урбана розташована за координатами 42°13′45″ пн. ш. 91°53′16″ зх. д. / 42.22917° пн. ш. 91.88778° зх. д. (42.229106, -91.887804).  За даними Бюро перепису населення США в 2010 році місто мало площу 5,71 км², з яких 5,71 км² — суходіл та 0,00 км² — водойми.

## Демографія
Згідно з переписом 2010 року, у місті мешкало 1458 осіб у 520 домогосподарствах у складі 412 родин. Густота населення становила 256 осіб/км².  Було 543 помешкання (95/км²).
Расовий склад населення:
| - 97,5 % — білих - 0,3 % — чорних або афроамериканців - 0,3 % — азіатів |

До двох чи більше рас належало 1,7 %. Частка іспаномовних становила 1,0 % від усіх жителів.
За віковим діапазоном населення розподілялося таким чином: 32,2 % — особи молодші 18 років, 60,2 % — особи у віці 18—64 років, 7,6 % — особи у віці 65 років та старші. Медіана віку мешканця становила 32,1 року. На 100 осіб жіночої статі у місті припадало 101,9 чоловіків;  на 100 жінок у віці від 18 років та старших — 100,0 чоловіків також старших 18 років.
Середній дохід на одне домашнє господарство  становив 78 900 доларів США (медіана — 74 286), а середній дохід на одну сім'ю — 89 404 долари (медіана — 91 389). Медіана доходів становила 52 734 долари для чоловіків та 36 905 доларів для жінок. За межею бідності перебувало 6,0 % осіб, у тому числі 10,5 % дітей у віці до 18 років та 4,4 % осіб у віці 65 років та старших.
Цивільне працевлаштоване населення становило 813 особи. Основні галузі зайнятості: виробництво — 23,4 %, освіта, охорона здоров'я та соціальна допомога — 21,8 %, роздрібна торгівля — 10,9 %, транспорт — 7,4 %.